# Vojtěch Schulmeister
Vojtěch Schulmeister (Olomouc, 3 settembre 1983) è un calciatore ceco, attaccante del Nieciecza.

## Carriera
Inizia a giocare nelle giovanili delle squadre della sua città, prima nel Lokomotiva Olomouc e poi nel Sigma Olomouc. Esordisce quindi prima nella squadra B del Sigma e poi totalizza dieci presenze nella squadra principale nella Gambrinus Liga, prima di essere ceduto in prestito al Chmel Blšany sempre nella Gambrinus Liga e poi nel SK HS Kromeríž in Druhá liga.
Ritorna quindi al Sigma Olomouc prima nella squadra B e poi nella squadra principale.
Quindi si trasferisce nei Paesi Bassi all'Heracles Almelo, militante in Eredivisie e totalizza trentuno presenze e cinque reti.
Quindi torna in patria nel FC Hlučín in Druhá liga prima di giocare nel Nitra nella Corgoň Liga.
Decide di tornare nei Paesi Bassi in Eerste Divisie e gioca prima nell'Almere City e poi nell'AGOVV, ma è svincolato dopo il fallimento della stessa società per bancarotta.
Nel febbraio 2013 sostiene un periodo di prova per il Barletta, che alla fine decide di tesserarlo.
Subentrano però problemi burocratici legati alla data del suo svincolo dalla sua precedente società, dopo che questa era stata dichiarata fallita, che pregiudicano l'opportunità di tesserarlo. Si allena con il Barletta fino al 13 aprile 2013 e dopo decide di tornare in patria.
La stagione seguente firma un contratto con il Nieciecza, squadra di I liga, secondo livello del calcio polacco.

## Nazionale
Ha fatto parte della Nazionale Under-20 con tre presenze e un gol, mentre ha solo una presenza nell'Nazionale Under-21.

## Statistiche

### Cronologia presenze e reti in nazionale
| Cronologia completa delle presenze e delle reti in nazionale ― Rep. Ceca under 21 | Cronologia completa delle presenze e delle reti in nazionale ― Rep. Ceca under 21 | Cronologia completa delle presenze e delle reti in nazionale ― Rep. Ceca under 21 | Cronologia completa delle presenze e delle reti in nazionale ― Rep. Ceca under 21 | Cronologia completa delle presenze e delle reti in nazionale ― Rep. Ceca under 21 | Cronologia completa delle presenze e delle reti in nazionale ― Rep. Ceca under 21 | Cronologia completa delle presenze e delle reti in nazionale ― Rep. Ceca under 21 | Cronologia completa delle presenze e delle reti in nazionale ― Rep. Ceca under 21 |
| Data                                                                              | Città                                                                             | In casa                                                                           | Risultato                                                                         | Ospiti                                                                            | Competizione                                                                      | Reti                                                                              | Note                                                                              |
| --------------------------------------------------------------------------------- | --------------------------------------------------------------------------------- | --------------------------------------------------------------------------------- | --------------------------------------------------------------------------------- | --------------------------------------------------------------------------------- | --------------------------------------------------------------------------------- | --------------------------------------------------------------------------------- | --------------------------------------------------------------------------------- |
| 22-05-2004                                                                        | Mladá Boleslav                                                                    | Rep. Ceca under 21                                                                | 1 – 0                                                                             | Turchia under 21                                                                  | Amichevole                                                                        | -                                                                                 | 46’                                                                               |
| Totale                                                                            |                                                                                   | Presenze                                                                          | 1                                                                                 |                                                                                   | Reti                                                                              | 0                                                                                 |                                                                                   |

| Cronologia completa delle presenze e delle reti in nazionale ― Rep. Ceca under 20 | Cronologia completa delle presenze e delle reti in nazionale ― Rep. Ceca under 20 | Cronologia completa delle presenze e delle reti in nazionale ― Rep. Ceca under 20 | Cronologia completa delle presenze e delle reti in nazionale ― Rep. Ceca under 20 | Cronologia completa delle presenze e delle reti in nazionale ― Rep. Ceca under 20 | Cronologia completa delle presenze e delle reti in nazionale ― Rep. Ceca under 20 | Cronologia completa delle presenze e delle reti in nazionale ― Rep. Ceca under 20 | Cronologia completa delle presenze e delle reti in nazionale ― Rep. Ceca under 20 |
| Data                                                                              | Città                                                                             | In casa                                                                           | Risultato                                                                         | Ospiti                                                                            | Competizione                                                                      | Reti                                                                              | Note                                                                              |
| --------------------------------------------------------------------------------- | --------------------------------------------------------------------------------- | --------------------------------------------------------------------------------- | --------------------------------------------------------------------------------- | --------------------------------------------------------------------------------- | --------------------------------------------------------------------------------- | --------------------------------------------------------------------------------- | --------------------------------------------------------------------------------- |
| 09-10-2002                                                                        | Dolný Kubín                                                                       | Slovacchia under 20                                                               | 1 – 3                                                                             | Rep. Ceca under 20                                                                | Amichevole                                                                        | 1                                                                                 | 46’                                                                               |
| 19-11-2002                                                                        | Drnovice                                                                          | Rep. Ceca under 20                                                                | 6 – 1                                                                             | Irlanda under 20                                                                  | Amichevole                                                                        | -                                                                                 | 46’                                                                               |
| 01-05-2003                                                                        | Budapest                                                                          | Ungheria under 20                                                                 | 5 – 1                                                                             | Rep. Ceca under 20                                                                | Amichevole                                                                        | -                                                                                 | 46’                                                                               |
| Totale                                                                            |                                                                                   | Presenze                                                                          | 3                                                                                 |                                                                                   | Reti                                                                              | 1                                                                                 |                                                                                   |